# Economía de la República Checa
La República Checa es un estado perteneciente a la Unión Europea, nacido el 1 de enero de 1993, de la desmembración en dos países de la antigua Checoslovaquia. La economía de la República Checa es actualmente una de las más desarrolladas y estables entre las de Europa Central.

## Historia
La extinta Checoslovaquia, nacida en 1918 de la desintegración del Imperio Austrohúngaro, conservó dentro de las fronteras de Chequia, una gran parte de la industria imperial existente, lo que le permitió mantener una situación económica próspera dentro de su entorno, durante el periodo que se extiende entre las dos guerras mundiales, y formar parte de los países más avanzados desde el punto de vista económico. 
Tras la Segunda Guerra Mundial, con la llegada al poder del comunismo, el país se integró dentro del llamado bloque comunista, ingresando en 1949, en el Comecon (Consejo de Ayuda Mutua Económica) que llevó el establecimiento de una economía centralizada, que prescindía del mercado como elemento protagonista del sistema económico. Durante estos años, Checoslovaquia, continuó manteniendo dentro del bloque una situación de relativo liderazgo y carácter más avanzado. El crecimiento económico entre 1938 y 1990 fue en Checoslovaquia considerablemente más lento que en países de Europa occidental que partían de una renta similar a la checoslavaca.
| Renta per cápita (1990 $) | 1938   | 1990    | 2009    |
| ------------------------- | ------ | ------- | ------- |
| Austria                   | $1.800 |         |         |
| Checoslovaquia            | $1.800 | $3.100  | $25.232 |
| Finlandia                 | $1.800 | $26.100 | $34.652 |
| Italia                    | $1.300 | $16.800 | $31.909 |

Con la caída del comunismo, Checoslovaquia inició las reformas económicas con fuerza en otoño de 1990, consistentes en:
1. liberalización del comercio exterior
2. estabilización económica

A la salida del comunismo Checoslovaquia disfrutaba de una posición de partida comparativamente mejor que la de los otros países del entorno. La inflación estaba controlada en niveles aceptables, la deuda exterior se encontraba controlada y la población disponía de niveles educativos elevados. 
El año 1993 se corresponde con el inicio de la entrada del capital extranjero en la República Checa, un proceso que culminaría en 1995. Entre los países que lideraron la entrada de capital destaca Alemania, con cerca de un 50% de la inversión directa en el año 1994. El análisis por sectores muestra que durante los primeros años las inversiones se realizaron principalmente en transportes y comunicaciones y en producción de maquinaria y bienes de equipo. A finales de los 90 del siglo XX, la situación económica empeoró como consecuencia del déficit comercial tras la liberalización del comercio exterior, que llegó a alcanzar un 10% del PIB en 1996, y que conllevó una devaluación de la corona checa y un alza de los tipos de interés a niveles desconocidos hasta el momento. 
A comienzos de la década del 2000 siguió una recuperación en el bienio 2001-2002. Esto permitió una entrada en buenas condiciones en la Unión Europea, así la mayoría de las exportaciones se dirigen ahora a la Unión, alcanzando el 71% del total de las exportaciones en 2004.

## Año 2000

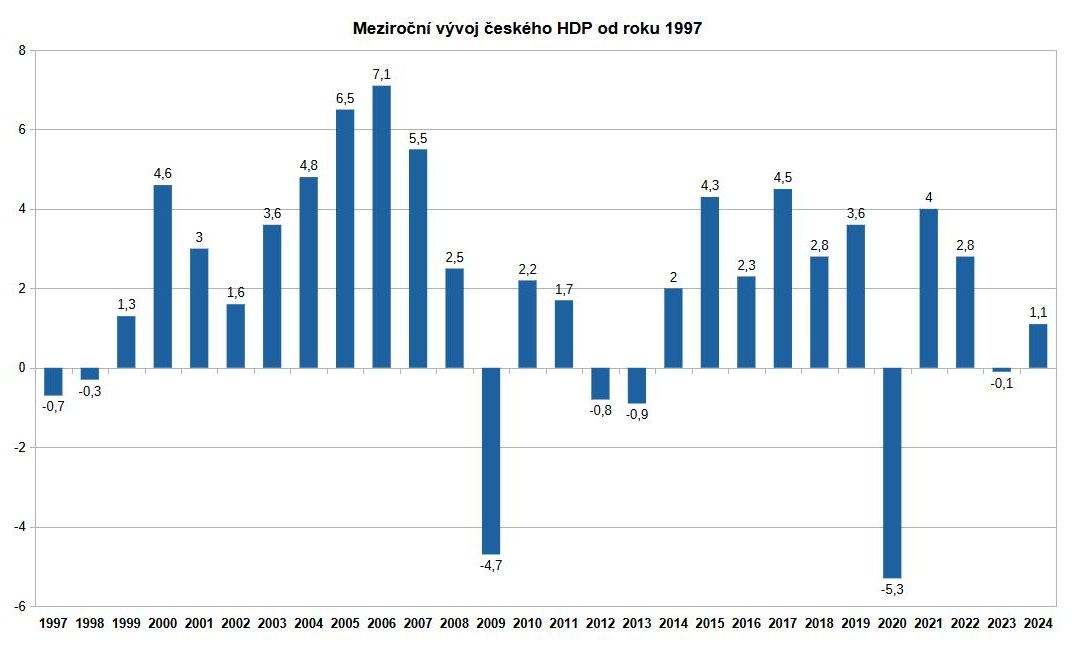
Crecimiento del PIB checo

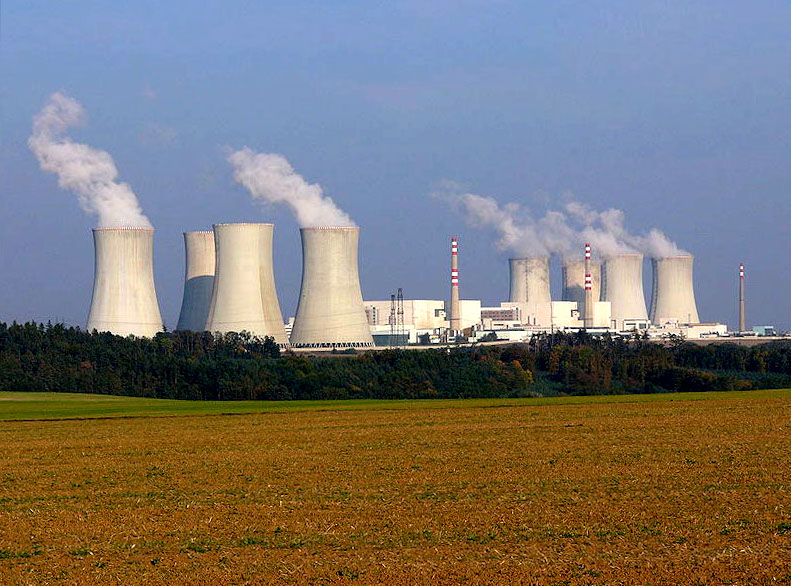
Central nuclear de Dukovany

El sector agrícola ha disminuido progresivamente la mano de obra empleada, situándose en 2004 en el 3% del total y aportando menos del 3% del PIB. Los cultivos más importantes son los cereales como el trigo y la cebada, seguidos a gran distancia de la remolacha, la patata y el lino.
La economía de la República Checa mantiene una estructura industrial muy diversificada. La industria ocupa a casi un tercio de la población activa y representa en la actualidad cerca del 40% de PPA. A pesar de los problemas de falta de renovación y nuevas tecnologías de algunas grandes empresas, la inversión extranjera procedente de Alemania, Japón y otros países desarrollados está permitiendo la instalación de nuevas industrias sobre todo de automóviles y la mejora de la industria pesada.
La minería se centra en las fuentes de energía como la hulla y el lignito, además de la energía nuclear. Esto provoca altos niveles de contaminación ambiental y el incumplimiento del protocolo de Kioto.
Los servicios han sufrido un gran crecimiento, estando el 57% de la población ocupada en dicho sector en 2003, contribuyendo con un 55% al PIB. El más dinámico de los sectores es el del turismo y el que mayores problemas ha creado por la falta de competitividad y reducido tamaño es el sector bancario, y de forma general, los servicios financieros.
La economía de la República Checa ha resistido aceptablemente la crisis económica desde 2008, el crecimiento del PIB, alcanzó tasas del 7% y del 6,1% en 2006 y 2007, hasta el 2,3 en 2008, y en el 2009 sufrió una variación del PIB del -4,0%, en el 2010 ha retornado al crecimiento con un 2,3%, lo que parece confirmar que la economía de este país está saliendo de la crisis, aunque la mala situación europea durante 2011 parece que está frenando su avance, ya que el 80% de sus intercambios comerciales se producen con la Unión Europea.  
La tasa de desempleo a finales de abril de 2011 era del 8,6%, lo que indica una mejoría respecto a los años anteriores. En cuanto a la inflación, el IPC del año 2010 ha sido del 1,5%, sin embargo y para 2011 se prevé un 2%. Las finanzas públicas se encuentran bastante controladas con un déficit presupuestario en 2010 del 4,7% del PIB y se espera que 2011 acabe con el 4,5%, la deuda pública no es muy elevada en comparación con el resto de países europeos y suponía en 2010 el 38,5% del PIB.
Los puntos fuertes de la economía checa son una sólida base industrial y financiera que proporcionaron altas tasas de crecimiento en los años previos a la crisis iniciada en 2008,   unas cifras de las finanzas públicas moderadas y unos tipos de interés bajos. Su punto más débil es la elevada dependencia de las exportaciones y particularmente en el sector automovilístico, gravemente afectado por la crisis económica aunque en fase de recuperación.

## Comercio exterior
En 2020, el país ocupaba el puesto 27 como exportador mundial (198.800 millones de dólares, un 1,1% del total mundial). En la suma de bienes y servicios exportados, alcanzó los 186.000 millones de dólares en 2019, ocupando el puesto 31 en el mundo. En 2019, fue el 27o importador más grande del mundo: 178.500 millones de dólares.

## Sector primario

### Agricultura
La República Checa produjo, en 2019:
- 4,8 millones de toneladas de trigo;
- 3,6 millones de toneladas de remolacha azucarera, que se utiliza para producir azúcar y etanol;
- 1,7 millones de toneladas de cebada;
- 1,1 millones de toneladas de colza;
- 622 mil toneladas de papa;
- 620 mil toneladas de maíz;
- 195 mil toneladas de triticale;
- 157 mil toneladas de centeno;
- 134 mil toneladas de avena;
- 99 mil toneladas de manzana;
- 67 mil toneladas de uva;
- 47 mil toneladas de pera;
- 9 mil toneladas de cerezas;

Además de otras producciones de otros productos agrícolas.

### Ganadería
En el sector ganadero, la República Checa produjo en 2019 3100 millones de litros de leche de vaca; 218 mil toneladas de cerdo; 158 mil toneladas de carne de pollo; 74 mil toneladas de carne de vacuno, entre otros.

## Sector secundario

### Industria
El Banco Mundial enumera los principales países productores cada año, según el valor total de la producción. Según la lista de 2019, la República Checa tenía la 34a industria más valiosa del mundo ($ 56.1 mil millones).
En 2019, la República Checa fue el 16º productor mundial de  vehículos del mundo (1,4 millones) y el 32.º productor mundial de acero (4,6 millones de toneladas). En 2018 también fue el 18o productor mundial cerveza (a base de cebada).

### Energía
En energías no renovables, en 2020, el país fue el 82o mayor productor de petróleo del mundo, con una producción casi nula. En 2019, el país consumió 213.000 barriles / día (el 54.º consumidor más grande del mundo). El país fue el 39.º mayor importador de petróleo del mundo en 2013 (131 mil barriles / día). En 2016, la República Checa fue el 76.º productor mundial de gas natural, con una producción casi nula. En 2011, la República Checa fue el vigésimo quinto mayor importador de gas del mundo (9300 millones de m³ por año). En la producción de carbón, el país ocupa el puesto 15 en el mundo en 2018: 44,9 millones de toneladas. En 2019, la República Checa también tuvo 6  plantas atómicas en su territorio, con una capacidad instalada de 3,9 GW.
En energías renovables, en 2020, la República Checa fue el 52.º productor mundial de energía eólica del mundo, con 0,3 GW de potencia instalada, y el 29º productor mundial de energía solar, con 2.0 GW de potencia instalada.

## Sector terciario

### Turismo
En 2017, la República Checa fue el 28 ° país más visitado del mundo, con 13,6 millones de turistas internacionales. Los ingresos por turismo en 2018 fueron de $ 7,4 mil millones.

## Comercio exterior

### Importaciones
Se presenta a continuación una tabla con las mercaderías de mayor peso en las importaciones de República Checa para el periodo 2010 - abril de 2015. Las cifras expresadas son en dólares estadounidenses valor FOB.

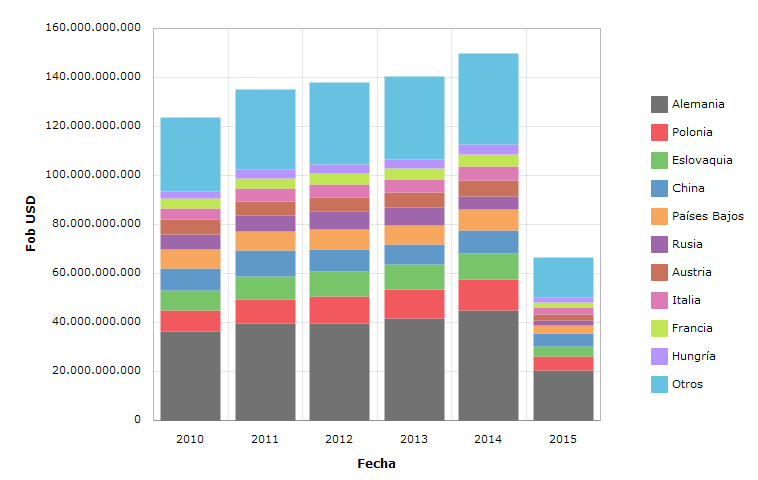
Importaciones de República Checa del periodo 2010-hasta junio de 2015 expresadas en USD valor FOB. [http://trade.nosis.com/es/Comex/Importacion-Exportacion/República-Checa/Todas-las-posiciones-arancelarias/CZ/00 Fuente

| Fecha Mercadería por capítulo arancelario | 2010            | 2011            | 2012            | 2013            | 2014            | enero-abril de 2015 |
| --- | --------------- | --------------- | --------------- | --------------- | --------------- | ------------------- |
| 84 - calderas, máquinas, aparatos y artefactos mecánicos; partes de estas máquinas o aparatos | 21.792.656.912  | 24.152.802.179  | 24.292.209.567  | 23.845.778.632  | 26.418.636.573  | 8.155.933.794       |
| 85 - máquinas, aparatos y material eléctrico, y sus partes | 22.335.185.928  | 21.776.332.237  | 21.657.438.464  | 22.360.192.785  | 24.860.525.842  | 7.472.139.561       |
| 27 - combustibles minerales, aceites minerales y productos de su destilación; materias bituminosas; ceras minerales                                                                                  | 11.380.008.465  | 13.476.971.533  | 14.357.253.671  | 13.679.979.783  | 12.307.832.085  | 2.771.463.589       |
| 87 - vehículos automóviles, tractores, velocípedos y demás vehículos terrestres, sus partes y accesorios                                                                                             | 9.604.855.311   | 10.851.590.549  | 11.473.763.657  | 11.982.269.858  | 13.742.233.390  | 4.169.145.858       |
| 39 - plásticos y sus derivados | 6.324.179.815   | 6.983.463.004   | 7.364.515.545   | 7.842.210.768   | 8.476.369.278   | 2.443.414.656       |
| 72 - hierro y acero de fundición | 5.200.544.946   | 6.054.817.658   | 6.096.494.302   | 5.962.606.852   | 5.764.125.176   | 1.640.810.905       |
| 73 - manufacturas de hierro o acero | 3.439.705.794   | 3.997.793.897   | 3.866.993.308   | 4.000.733.779   | 4.357.445.702   | 1.300.266.147       |
| 30 - medicamentos envasados | 3.479.237.474   | 3.550.975.780   | 3.553.969.218   | 3.683.510.324   | 4.378.484.512   | 1.255.164.457       |
| 90 - instrumentos y aparatos de óptica, fotografía o cinematografía, de medida, control o precisión; instrumentos y aparatos medicoquirurgicos; partes y accesorios de estos instrumentos o aparatos | 2.979.491.061   | 3.054.748.658   | 3.056.347.225   | 3.051.299.036   | 3.280.196.006   | 977.277.641         |
| 40 - caucho y sus manufacturas | 2.384.042.523   | 2.966.655.447   | 2.794.519.101   | 2.657.100.370   | 2.730.098.699   | 748.468.144         |
| Demás capítulos | 34.843.349.919  | 38.368.672.216  | 39.484.718.103  | 41.457.474.179  | 43.576.770.622  | 12.702.186.584      |
| Total | 123.763.258.148 | 135.234.823.158 | 137.998.222.160 | 140.523.156.367 | 149.892.717.884 | 43.636.271.336      |

### Exportaciones
Se presentan a continuación los principales socios comerciales de República Checa para el periodo 2010-hasta abril de 2015. Nueve de sus diez principales importadores están en Europa salvo Rusia. Las cifras expresadas son en dólares estadounidenses valor FOB.

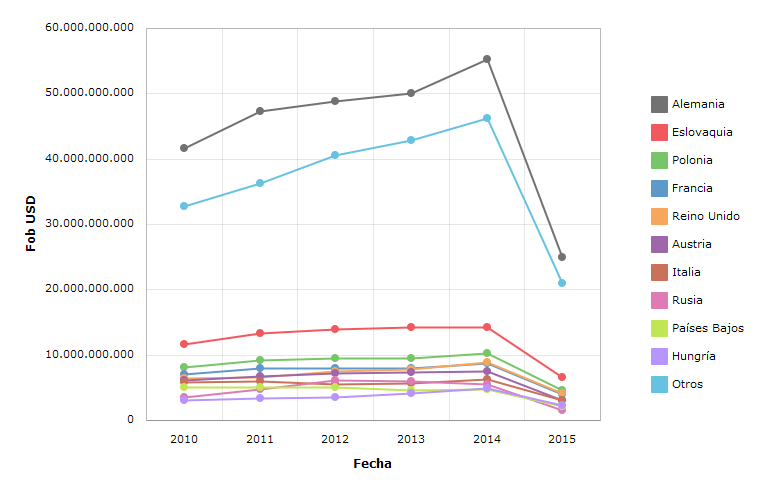
Exportaciones de República Checa del periodo 2010-hasta junio de 2015 expresadas en USD valor FOB. [http://trade.nosis.com/es/Comex/Importacion-Exportacion/República-Checa/Todas-las-posiciones-arancelarias/CZ/00 Fuente

| Fecha País importador | 2010            | 2011            | 2012           | 2013            | 2014            | enero-abril de 2015 |
| --------------------- | --------------- | --------------- | -------------- | --------------- | --------------- | ------------------- |
| Alemania              | 41.601.615.072  | 47.272.859.175  | 23.894.502.241 | 50.116.018.570  | 55.272.032.054  | 16.643.847.019      |
| Eslovaquia            | 11.612.550.162  | 13.325.223.537  | 7.067.816.795  | 14.277.739.782  | 14.294.724.953  | 4.334.268.697       |
| Polonia               | 8.120.173.720   | 9.250.836.886   | 4.682.078.818  | 9.499.615.420   | 10.250.420.583  | 3.035.189.458       |
| Francia               | 7.088.719.310   | 8.007.957.242   | 3.601.585.415  | 7.950.725.444   | 8.762.535.412   | 2.685.723.822       |
| Reino Unido           | 6.422.747.397   | 6.606.308.317   | 3.727.500.667  | 7.787.351.951   | 8.826.651.781   | 2.806.247.442       |
| Austria               | 6.134.236.791   | 6.767.164.229   | 3.604.113.395  | 7.316.405.784   | 7.453.405.957   | 2.113.887.577       |
| Italia                | 5.821.839.321   | 6.038.445.942   | 2.487.717.075  | 5.701.875.521   | 6.290.857.142   | 1.962.748.325       |
| Rusia                 | 3.532.062.182   | 4.798.131.764   | 3.148.448.526  | 5.937.042.764   | 5.459.081.042   | 1.023.628.424       |
| Países Bajos          | 5.020.728.677   | 5.114.320.750   | 2.374.765.370  | 4.521.475.164   | 4.738.067.530   | 1.428.992.210       |
| Hungría               | 3.042.315.653   | 3.364.182.716   | 1.777.540.997  | 4.166.952.775   | 4.822.634.197   | 1.508.727.339       |
| Resto del mundo       | 32.805.608.844  | 36.300.625.187  | 19.867.740.617 | 42.909.184.959  | 46.271.392.790  | 13.799.126.504      |
| Total                 | 131.202.597.129 | 146.846.055.744 | 76.233.809.917 | 160.184.388.134 | 172.441.803.442 | 51.342.386.817      |

## Otros datos económicos
- PIB Paridad del poder adquisitivo - Per cápita (2008): 20.200 €